# Хостоуњ (Домажлице)
Хостоуњ (чеш. Hostouň) град је у Чешкој Републици. Град се налази у управној јединици Плзењски крај, у оквиру којег припада округу Домажлице.

## Становништво
Према подацима о броју становника из 2014. године град је имао 1.311 становника.